# Ignacy Fik
Ignacy Fik (ur. 4 kwietnia 1904 w Przeciszowie, zm. 26 listopada 1942 w Krzesławicach) – poeta, publicysta, krytyk literacki i działacz polityczny; ojciec Marty Fik (historyczki i krytyczki teatru).

## Życie
W 1920 brał udział jako ochotnik w wojnie polsko-bolszewickiej. Studiował polonistykę i filozofię na Uniwersytecie Jagiellońskim oraz Uniwersytecie Jana Kazimierza we Lwowie. Po studiach pracował jako nauczyciel gimnazjalny w Prywatnym Gimnazjum Realnym Koedukacyjnym im. ks. Stanisława Konarskiego w Oświęcimiu. Przez kilka lat był więziony z powodu działalności w organizacjach lewicowych.
W czasie II wojny światowej działał w podziemiu komunistycznym. Podczas okupacji m.in. wraz z żoną H. Moskwianką założył komunistyczną grupę „R” (Rewolucja). Redagował w Krakowie konspiracyjne pismo „Polska Ludowa”, a następnie był współredaktorem „Trybuny Ludowej”. Brał udział w tajnym nauczaniu i podziemnej działalności kulturalnej w Krakowie. Aresztowany przez gestapo w październiku 1942 po ciężkim śledztwie w Więzieniu Montelupich został rozstrzelany w zbiorowej egzekucji w Krakowie w listopadzie 1942. W 1948 pośmiertnie odznaczony Orderem Krzyża Grunwaldu II klasy.
Biblioteka Narodowa podaje jako rok urodzenia 1904, czasami błędnie podawana jest data 1910.

## Twórczość
Ignacy Fik był autorem kilku tomów poezji: Kłamstwa lustra (1931), Przemiany (1932), Plakaty na murze (1936), Przymierze (1940, wydanie konspiracyjne). Opublikował syntezy historycznoliterackie Rodowód społeczny literatury (1938) i Dwadzieścia lat literatury polskiej (1939). Pisał również utwory publicystyczne o tematyce społecznej.
Jako krytyk akcentował społeczne, ideowe i klasowe uwarunkowania literatury. Postulował estetykę realizmu, chociaż akceptował częściowo nowe trendy literackie. Brał m.in. udział w sporze o Ferdydurke Witolda Gombrowicza (pamflet na powieść ogłoszony w 1938) i twórczość Michała Choromańskiego, którą skrytykował w głośnym artykule Literatura choromaniaków (1935). Współpracował głównie z czasopismami o orientacji lewicowej: „Nasz Wyraz”, „Sygnały”. Publikował także w pismach „Gazeta Literacka”, „Pion”, „Życie Literackie”.

## Upamiętnienie
W Oświęcimiu była ulica imienia Ignacego Fika, zmieniona na mocy ustawy w 2018 roku. Dwa lata później na mocy tej samej ustawy jego imię usunięto też z nazwy Szkoły Podstawowej nr 1 w Przeciszowie, której był patronem. Na budynku Liceum im. Stanisława Konarskiego w Oświęcimiu od lat sześćdziesiątych roku wisiała tablica upamiętniająca postać nauczyciela Ignacego Fika oraz powstanie PPR. Również ona została usunięta.
W Krakowie na domu przy ul. Kujawskiej 11 znajdowała się tablica upamiętniająca działalność konspiracyjną poety.